# 4 Aquilae
Désignations
4 Aquilae est une étoile de la constellation de l'Aigle, située à ∼ 480 a.l. (∼ 147 pc) de la Terre.